# Veliki Otok (Postojna, Slovenija)
Veliki Otok je naselje u slovenskoj Općini Postojni. Veliki Otok se nalazi u pokrajini Notranjskoj i statističkoj regiji Notranjsko-kraškoj. 

## Zemljopis
Selo se nalazi na nadmorskoj visini od 539,8 m, neposredno ispod Kacula (598 m). Iz sela se za mnoge turiste, športaše i ostale posjetitelje pruža lijep pogled na Kacul i dalje do Postojne. Sjeverno od Velikog otoka leži velika napuštena vojarna, a ispod njega, u krškoj špilji Lekinci izvire Črni potok. U blizini je također ulaz u Otošku jamu, te Betalov spodmol, jedno od poznatih nalazišta iz vremena paleolita. Na brdu iznad špilje se nalazi crkva sv. Andreja s freskama iz 16. stoljeća, dok se u staroj jezgri mjesta nalazi crkva sv. Katarine.

## Stanovništvo
Prema popisu stanovništva iz 2002. godine naselje je imalo 148 stanovnika.